# Prix Halphen
Le prix Halphen, de la fondation du même nom, est un prix littéraire, créé en 1856, décerné alternativement tous les trois ans par l'Académie française et par l'Académie des sciences morales et politiques,.
Achille-Edmond Halphen, né le 19 février 1825 à Paris et mort le 25 août 1856 à Biarritz, est un historien et philanthrope français.

## Lauréats de l'Académie française
« Prix décerné à l’auteur de l'ouvrage que l'Académie française jugera à la fois le plus remarquable au point de vue littéraire ou historique, et le plus digne au point de vue moral. »
- 1863 : Alexandre Huguenin (1810-1862) pour  Histoire du royaume Mérovingien d'Austrasie
- 1866 : Édouard Fournier pour l'ensemble de ses œuvres critiques
- 1869 : François-Tommy Perrens pour Les mariages espagnols sous le règne du roi Henri IV
- 1872 : Louis de Backer pour Études néerlandaises
- 1875 : Henri Tivier (1824-1905) pour Histoire de la littérature dramatique en France depuis ses origines jusqu’au Cid
- 1878 : Charles Pierre Victor Pajol pour Kléber, sa vie, sa correspondance
- 1881 : 
  - Édouard de Barthélemy et René Kerviler pour Valentin Conrart, sa vie et sa correspondance
  - Henri Welschinger pour Le théâtre de la révolution (1789-1799)
- 1884 : Antonin Lefèvre-Pontalis pour Jean de Witt, grand pensionnaire de Hollande
- 1887 : Édouard Droz pour Le Scepticisme de Pascal
- 1890 : Adolphe Guillot pour Les prisons de Paris et les prisonniers
- 1893 : Lucien Perey pour Un petit neveu de Mazarin : le duc de Nivernais et la fin du XVIIIe siècle (1763-1798)
- 1896 : 
  - Alexis Martin (1834-1904) pour Paris et ses environs, régions ouest et nord
  - Jacques Munier-Jolain (1854-1941) pour La plaidoirie dans la langue française
  - Emmanuel Rodocanachi pour Renée de France, duchesse de Ferrare
  - Albert Solanet (1862-1918) pour Les Gorges du Tarn illustrées
- 1899 : Maurice Tourneux pour Diderot et Catherine II
- 1902 : 
  - Marcel Marion pour L’impôt sur le revenu au XVIIIe siècle
  - Paul Monceaux pour Histoire littéraire de l’Afrique chrétienne depuis les origines jusqu'à l'invasion arabe
- 1905 : 
  - Colonel Émile-Hippolyte Bourdeau (1845-19..) pour Le Grand Frédéric
  - Raoul-Julien-François de Lartigue pour Monographie de l’Aurès
  - Charles Merki pour La reine Margot et la fin des Valois (1553-1615)
- 1908 : 
  - Pierre Berger (1869-19..) pour William Blake, mysticisme et poésie
  - Henri Hauvette  pour Littérature italienne
  - René-Louis Huchon pour Un poète réaliste anglais George Crabbe (1754-1832)
  - Alfred Roussel pour Un évêque assermenté (1790-1802)
- 1911 : 
  - Jean Brunhes pour La géographie humaine. Essai de classification positive. Principes et exemples
  - Princesse Antoine Radziwiłł ou Marie de Castellane pour Duchesse de Dino et Chronique de 1831 et 1862
  - Édouard Sitzmann pour Dictionnaire de biographie des hommes célèbres de l’Alsace
- 1914 : 
  - Édouard  Dolléans pour Le Chartisme (1830-1848)
  - Gustave Noblemaire pour Histoire de la maison de Baux
  - Jean-Baptiste Turquet pour Souvenirs d’un brigadier de hussards (1870-1871)
- 1917 : 
  - Auguste Gauvain pour Les origines de la guerre européenne
  - Joseph Lenfant (1881-1965) pour Notes d’un prêtre mobilisé
- 1920 : 
  - Aldebert de Chambrun et Charles-Constant-Marie de Marenches pour L’armée américaine dans le conflit européen
  - Louis Gillet pour Louis de Clermont-Tonnerre (1877-1918)
  - Étienne Hennet de Goutel pour Le général Cassan et la défense de Pampelune
- 1923 : Joseph Burnichon  (1847-1936) pour La compagnie de Jésus en France. Histoire d’un siècle (1814-1914)
- 1926 : Henry Fouqueray (1860-1927) pour Histoire de la Compagnie de Jésus en France, des origines à la suppression (1528-1762)
- 1929 : 
  - Pierre de Vaissière pour Henri IV
  - Eugène Herpin  pour Histoire de la ville de Saint-Malo
- 1932 : 
  - Jean-Baptiste Coissac de Chavrebière  pour Histoire du Maroc
  - Youri Danilov pour Le grand duc Nicolas
- 1935 : Jacques Zeiller et Jules Lebreton pour L’Église primitive
- 1938 : 
  - Charles Oulmont pour Voltaire en robe de chambre
  - Georges Rigault pour Histoire générale de l’Institut des Frères des Écoles chrétiennes. Saint Jean-Baptiste de la Salle
- 1941 : Roger Avermaete pour Guillaume le Taciturne
- 1944 : Émile Sicard pour La Zadruga sud-slave dans l’évolution du groupe domestique et La Zadruga dans la littérature serbe, 1750-1912
- 1947 : 
  - Aimé Doumenc pour Le Mémorial de la Terre de France
  - Henri Gaubert (1895-19..) pour Les charrettes de la guillotine
- 1950 : Robert Burnand (1882-1953) pour Le duc d’Aumale et son temps
- 1953 : Georges Benoit-Guyod pour Le conscrit de 1913
- 1956 : Constantin de Grunwald (1881-1976) pour Alexandre Ier le Tsar mystique
- 1959 : Frédéric-Marie Bergounioux pour La préhistoire et ses problèmes
- 1962 : Marcel Thomas pour L’affaire sans Dreyfus
- 1965 : Paul Zumthor pour Guillaume le Conquérant et la civilisation de son temps
- 1968 : Léon Gorny (1902-19..) pour Les Politiques européennes face aux États-Unis
- 1971 : 
  - Ferdinand Boyer (1892-1976) pour Le monde des arts en Italie et la France de la Révolution et de l’Empire
  - Paul Bertrand de La Grassière (1895-1977) pour Le chevalier au vert lion
  - Gilbert Charles-Picard pour Vie et mort de Carthage
- 1974 : 
  - Bernard Beugnot pour Jean-Louis Guez de Balzac. Les entretiens
  - Gérard Tougas (1921-....) pour Les écrivains d’expression française et la France
- 1979 : 
  - Marcel Gillet (1902-1990) pour  L’homme et sa structure. Essai sur les valeurs morales
  - Jacques Loew et Michel Meslin pour Histoire de l’Église par elle-même
- 1980 : René Digo (1916?-2004) pour De l’ennui à la mélancolie
- 1983 : 
  - Jean Chélini pour Les chemins de Dieu. Histoire des pèlerinages chrétiens, des origines à nos jours
  - Edgar Morin pour Science avec conscience

## Lauréats de l'Académie des sciences morales et politiques
« Prix décerné, soit à l'auteur de l'ouvrage littéraire qui aura le plus contribué aux progrès de l'instruction primaire, soit à la personne qui, d'une manière pratique, par ses efforts ou son enseignement personnel, aura le plus contribué à la propagation de l'instruction primaire »
- 1861 : M. Rapet, « l'un des hommes qui ont le mieux concouru aux progrès de l'instruction primaire, soit comme directeur d'école normale, soit comme inspecteur, soit comme écrivain » (Rapport de M. Guizot).
- 1864 : Théodore-Henri Barrau, qui a dirigé pendant de longues années le Manuel général de l'instruction primaire, et a publié divers ouvrages relatifs à l'éducation morale.
- 1867 : Marie Pape-Carpantier, directrice du Cours pratique des salles d'asile.
- 1870 : Claude-Louis Michel pour « honorer une vie consacrée depuis cinquante-huit ans à l'enseignement de l'enfance ».
- 1873 : Octave Gréard, alors directeur de l'enseignement primaire du département de la Seine.
- 1876 :
  - Jean-Georges Hoffet, ancien chef d'institution, à Lyon.
  - Eugène Rendu, ancien inspecteur général de l'instruction publique.
- 1879 : Émile Marguerin, l'organisateur des écoles Turgot.
- 1882 : Louis Maggiolo, recteur honoraire, connu pour ses travaux sur la statistique de l'instruction primaire.
- 1885 : 
  - Charles Defodon, rédacteur en chef du Manuel général.
  - Félix Hément, inspecteur de l'enseignement primaire.
- 1888 :
  - Alexandre Vessiot (1829-1908), inspecteur général de l'enseignement primaire.
  - Mlle Elisa Luquin, directrice des cours supérieurs d'enseignement commercial de Lyon[4].
- 1891 :
  - M. Chaumet, inspecteur de l'enseignement primaire.
  - Gustave Ducoudray, professeur honoraire à l'école normale d'instituteurs de la Seine.
  - Mlle Malmanche, inspectrice de l'enseignement commercial de Paris.
- 1894 :
  - G. Jost, inspecteur général de l'enseignement primaire.
  - Pauline Kergomard, inspectrice générale des écoles maternelles, directrice de l'Ami de l'enfance.
- 1897 : Edouard Petit pour son livre Autour de l'éducation populaire et l'ensemble de ses ouvrages.
- 1900 : M. Fr. Lucas pour son livre Aux instituteurs et institutrices de France.
- 1903 :
  - Émile Boirac, recteur de l'académie de Dijon.
  - M. Magendie, directeur de l'école normale de Chartres.
- 1906 :
  - Julien Boitel (1860-....), directeur de l'école Turgot.
  - Docteurs Philippe et Paul Boncour pour leur livre Les Anomalies mentales chez les écoliers.
  - M. Mortier, instituteur à Saint-Rémy-de-Montmorillon (Vienne), pour ses travaux.
  - M. Pavette, inspecteur de renseignement primaire à Senlis, directeur de l'OEuvre scolaire agricole de l'agriculture nouvelle.
- 1909 : M. Jeannot pour l'ensemble de son œuvre et de son action pédagogique.

.
.
.
.
.
.
- 1978 : Huguette Ulrich[5]

.
.
.
- 2002 : Alain Brélivet pour La formation chrétienne dans les grands collèges catholiques (Bretagne 1920-1940).
- 2005 : Centre de Vulgarisation de la Connaissance (Xavier Labouze) pour Pourquoi ? Opération Archimède.
- 2008 : prix non attribué.
- 2011 : Association « Lire et faire lire » pour l’ensemble de son action.